# Viwe Jingqi
Viwe Jingqi (* 17. Februar 2005) ist eine südafrikanische Leichtathletin, die sich auf den Sprint spezialisiert hat.

## Sportliche Laufbahn
Erste internationale Erfahrungen sammelte Viwe Jingqi im Jahr 2021, als sie bei den U20-Weltmeisterschaften in Nairobi mit 24,04 s im Halbfinale im 200-Meter-Lauf ausschied und mit der südafrikanischen 4-mal-100-Meter-Staffel in 45,05 s den sechsten Platz belegte. Im Jahr darauf stellte sie mit 11,22 s einen U18-Afrikarekord im 100-Meter-Lauf auf und gelangte bei den U20-Weltmeisterschaften in Cali mit 11,23 s auf den sechsten Platz und kam im Finale über 200 Meter nicht ins Ziel. 2024 schied sie bei den Afrikameisterschaften in Douala mit 11,73 s und 23,79 s jeweils im Halbfinale über 100 und 200 Meter aus und im August wurde sie bei den U20-Weltmeisterschaften in Lima in 11,57 s Fünfte über 100 Meter.
2024 wurde Jingqi südafrikanische Meisterin im 100-Meter-Lauf.

## Persönliche Bestzeiten
- 100 Meter: 11,22 s (+0,2 m/s), 31. März 2022 in Potchefstroom (U18-Afrikarekord)
- 200 Meter: 22,96 s (+1,2 m/s), 23. März 2024 in Pretoria